# Le Mans
Le Mans [ləˈmɑ̃] ⓘ ist eine Stadt mit 145.182 Einwohnern (Stand 1. Januar 2022) im Nordwesten Frankreichs. Sie liegt am Zusammenfluss von Sarthe und Huisne und ist Hauptstadt des Départements Sarthe in der Region Pays de la Loire. Die Einwohner werden Manceller genannt.
Die Stadt mit der gotischen Kathedrale Saint-Julien du Mans ist vor allem durch das 24-Stunden-Rennen von Le Mans (24 Heures du Mans) bekannt.

## Geschichte zur Entstehung von Le Mans
Die Gründung der Stadt Le Mans ist zurückzuführen auf ein Oppidum der keltischen Cenomani. Die Siedlung wurde 56 v. Chr. von den Römern erobert, die sie Suindinum nannten. Im 3. Jahrhundert wurde eine Stadtmauer errichtet, die zum Teil noch heute erkennbar ist. In spätrömischer Zeit entstand das Bistum Le Mans (als erster Bischof gilt der Heilige Julianus), das später dem Erzbistum Tours unterstellt wurde. Zunächst zur Herrschaft des Syagrius gehörig, wurde Le Mans 486 von den Franken erobert. Später wurde Le Mans Zentrum der Grafschaft Maine, die vor allem im 11. und frühen 12. Jahrhundert zwischen den Herzögen der Normandie und den Grafen von Anjou immer wieder umkämpft war. 1110 konnte sich Anjou endgültig die Oberhoheit über das Land sichern, das mit dem Aufstieg der Plantagenets zu Königen von England 1154 Teil des Angevinischen Reiches wurde. Johann Ohneland verlor den Festlandbesitz nördlich der Loire allerdings wieder an die französische Krone, die damit 1204 auch Le Mans wieder unter ihre Herrschaft brachte. Im Verlauf des Hundertjährigen Krieges war Maine dann wieder zwischen Engländern und Franzosen umkämpft, worunter auch die Bevölkerung von Le Mans zu leiden hatte, die sich hinter ihre Stadtmauern zurückziehen und die mittlerweile errichteten Vororte aufgeben musste. 1443 konnten die Engländer dann endgültig aus Maine vertrieben werden. Nachdem hier zwischenzeitlich wieder ein eigenes Grafengeschlecht herrschte, wurde Maine 1480 dem Kronbesitz zugeschlagen. Nach der Reformation zählte Maine zu den hugenottischen Provinzen, sodass es hier erneut zu blutigen Auseinandersetzungen kam; erst 1589 konnte Heinrich IV. auch hier für Frieden sorgen, der sich als recht dauerhaft erweisen sollte.
Im Zeitalter des Absolutismus erlebte das örtliche Handwerk einen Aufschwung, insbesondere die Herstellung von Textilien und Wachs. 1740 gingen zwei Drittel der Textilproduktion der Stadt in den Export. Die Verbesserung der Verkehrswege förderte den wirtschaftlichen Aufschwung zur Zeit der Industrialisierung zusätzlich: 1844 erhielt Le Mans einen Eisenbahnanschluss an der Strecke Paris-Rennes. Von großer Bedeutung für die Stadt waren auch die Aktivitäten der Familie Bollée, die in den 1840er Jahren hier zunächst Dampfmaschinen produzierte, ab 1887 dann vor allem Automobile herstellte.
Vom 10. bis 12. Januar 1871 fand hier die Schlacht bei Le Mans zwischen der französischen Loirearmee und der zweiten Armee des Prinzen Friedrich Karl während des Deutsch-Französischen Krieges statt. Diese endete mit einem deutschen Sieg. 1893 wurde Le Mans auch an das Telefonnetz angeschlossen. Die Tradition als Automobilrennstadt begründete ein erster Grand Prix im Jahre 1911. 1936 siedelte sich die Firma Renault in Le Mans an, die bis heute größter Arbeitgeber der Stadt ist, aber auch große Versicherungsunternehmen wählten Le Mans als Standort. Zwischen 1940 und 1944 war Le Mans deutsch besetzt, die Zerstörungen durch den Krieg hielten sich hier in Grenzen. Das höhere Bildungswesen, das lange eher vernachlässigt wurde, erhielt 1960 mit der Errichtung einer Universität eine vermehrte Förderung, allerdings war diese erste Hochschule zunächst von der Universität Caen abhängig. Bedeutender wurde die 1969 gegründete Technische Hochschule.
Die École Nationale Supérieure d’Ingénieurs du Mans wurde 1995 gegründet.

## Bevölkerungsentwicklung
| 1962    | 1968    | 1975    | 1982    | 1990    | 1999    | 2008    | 2018    | 2021    |
| ------- | ------- | ------- | ------- | ------- | ------- | ------- | ------- | ------- |
| 132.181 | 143.246 | 152.285 | 147.697 | 145.502 | 146.105 | 143.547 | 143.252 | 145.004 |

Quelle:

## Politik

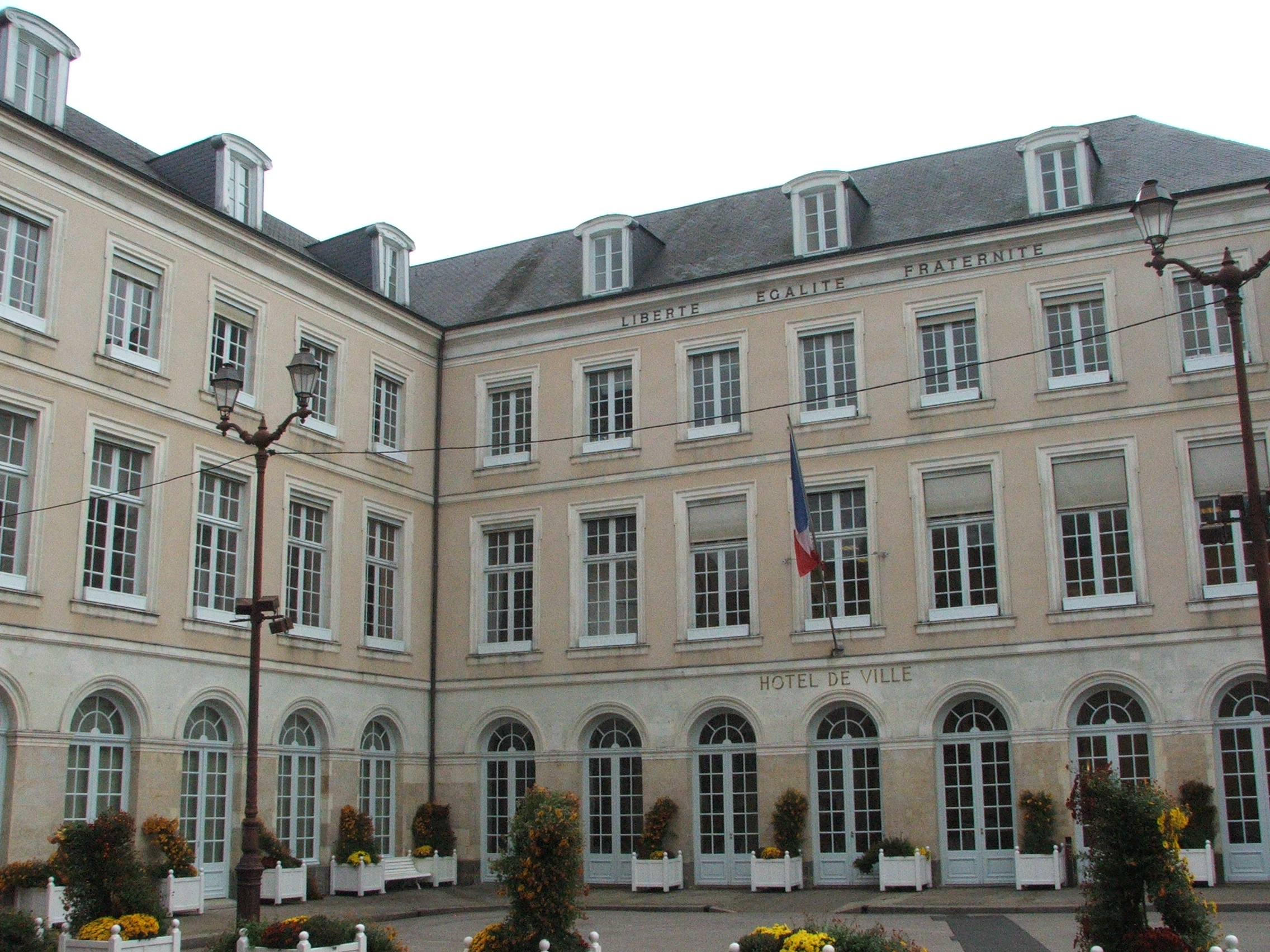
Hôtel de ville Le Mans

Bürgermeister der Stadt ist seit dem 14. Juni 2018 Stéphane Le Foll (PS). Die Stadt ist in neun Wahlkreise gegliedert.

## Städtepartnerschaften
Die Stadt Le Mans unterhält, wegen des gemeinsamen Patrons, des Heiligen Liborius, bereits seit 836 enge Beziehungen zu Paderborn in Nordrhein-Westfalen. Die offizielle Städtepartnerschaft besteht jedoch erst seit 1967.
Insgesamt hat Le Mans sechs Partnerstädte:
- Suzuka (Japan)
- Paderborn (Deutschland)
- Haousa (Westsahara)
- Rostow am Don (Russland)
- Volos (Griechenland)
- Bolton (Großbritannien)

## Wirtschaft und Infrastruktur

### Wirtschaftszweige
Wichtigste Wirtschaftszweige sind neben der Landmaschinenindustrie, vertreten durch das Traktorenwerk, das zwischen 2003 und 2008 sukzessiv von Renault an Claas überging, vor allem die metallverarbeitende und die Elektroindustrie, sowie der Dienstleistungsbereich (Versicherungen, etwa MMA, Mutuelles du Mans Assurances).

### Verkehr

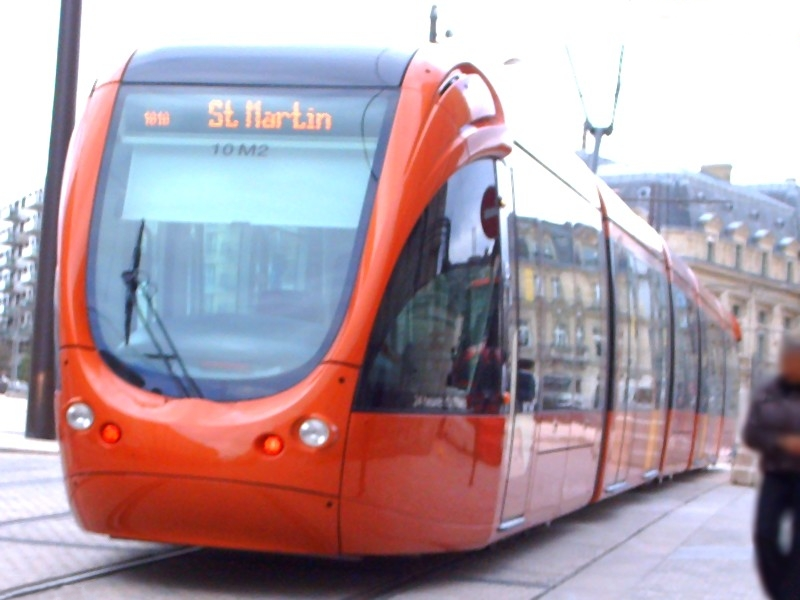
Die neue Straßenbahn bei einer Probefahrt am Place de la République

- Öffentlicher Nahverkehr: Seit dem 17. November 2007 verfügt Le Mans über eine neue, moderne Straßenbahn. Die Tramway, wie sie in Frankreich heißt, durchquert auf einer Länge von gut 15 km das Stadtgebiet von Nordwesten (Universität) nach Südosten (Sport- und Kulturzentrum Antarès). 30 Haltestellen weist diese erste Linie auf. Am 29. August 2014 wurde die zweite Straßenbahnlinie der Stadt eröffnet. Diese verbindet den Nordosten (Bellevue) mit dem Südwesten (Espal). Das Straßenbahnnetz ist dadurch um ca. 4 km auf rund 19 km gewachsen.

- Eisenbahn: Le Mans ist seit 1989 TGV-Station. Die am Bahnhof Le Mans haltenden TGV-Züge fahren die Ziele Paris, Rennes, Angers und Nantes an.

- Straße: Es bestehen Autobahnverbindungen nach Paris und Nantes (A 11) und in den Westen Richtung Rennes (A 81) sowie in den Südwesten Frankreichs nach Angers und Bordeaux.

- Luftverkehr: Der kleine Flughafen Le Mans hat heute im Zeitalter des TGV nur noch eine untergeordnete Bedeutung.

## Sehenswürdigkeiten

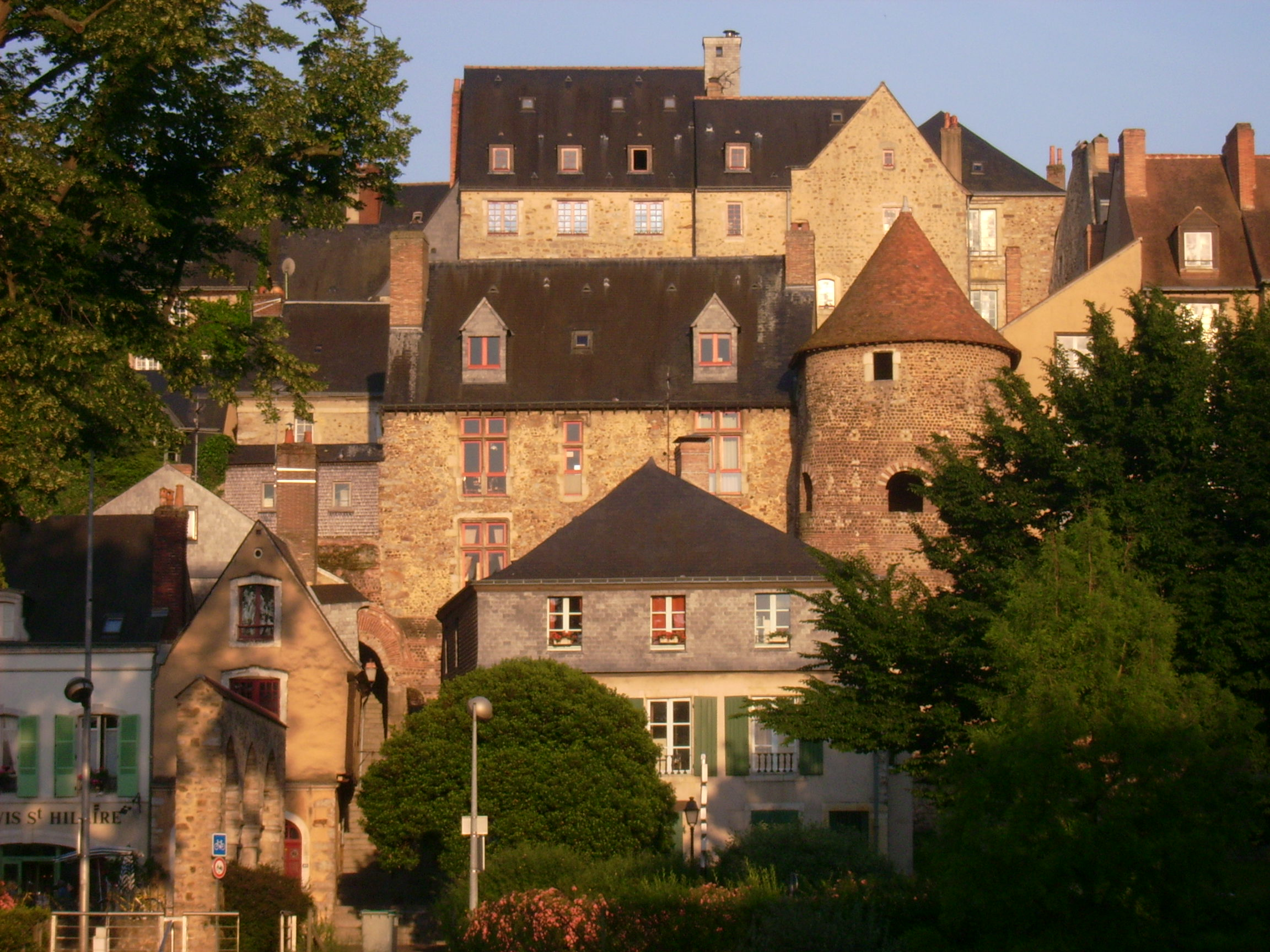
Altstadt und Römische Stadtmauer von Le Mans

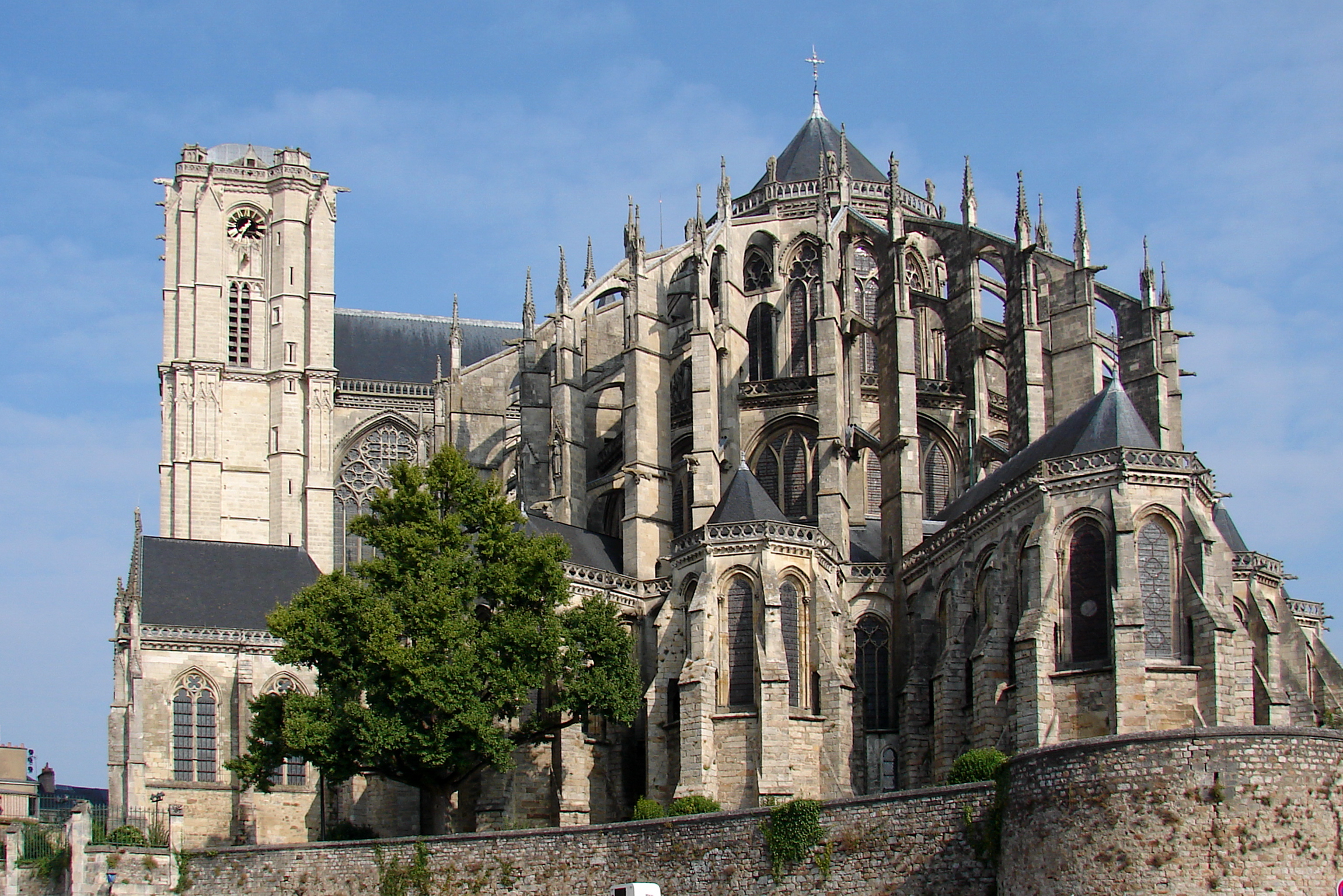
Kathedrale Saint-Julien

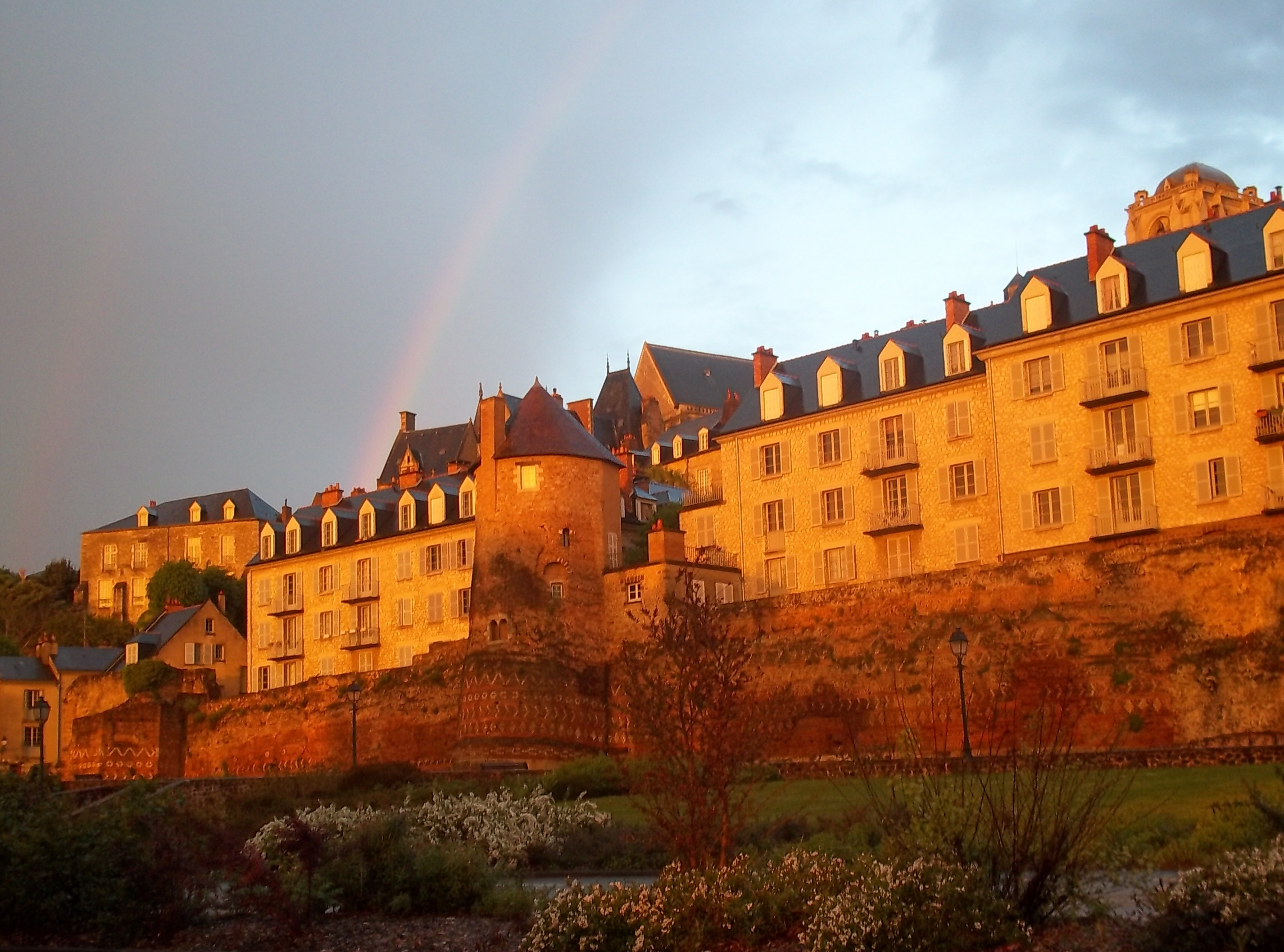
Gallo-römische Stadtmauer

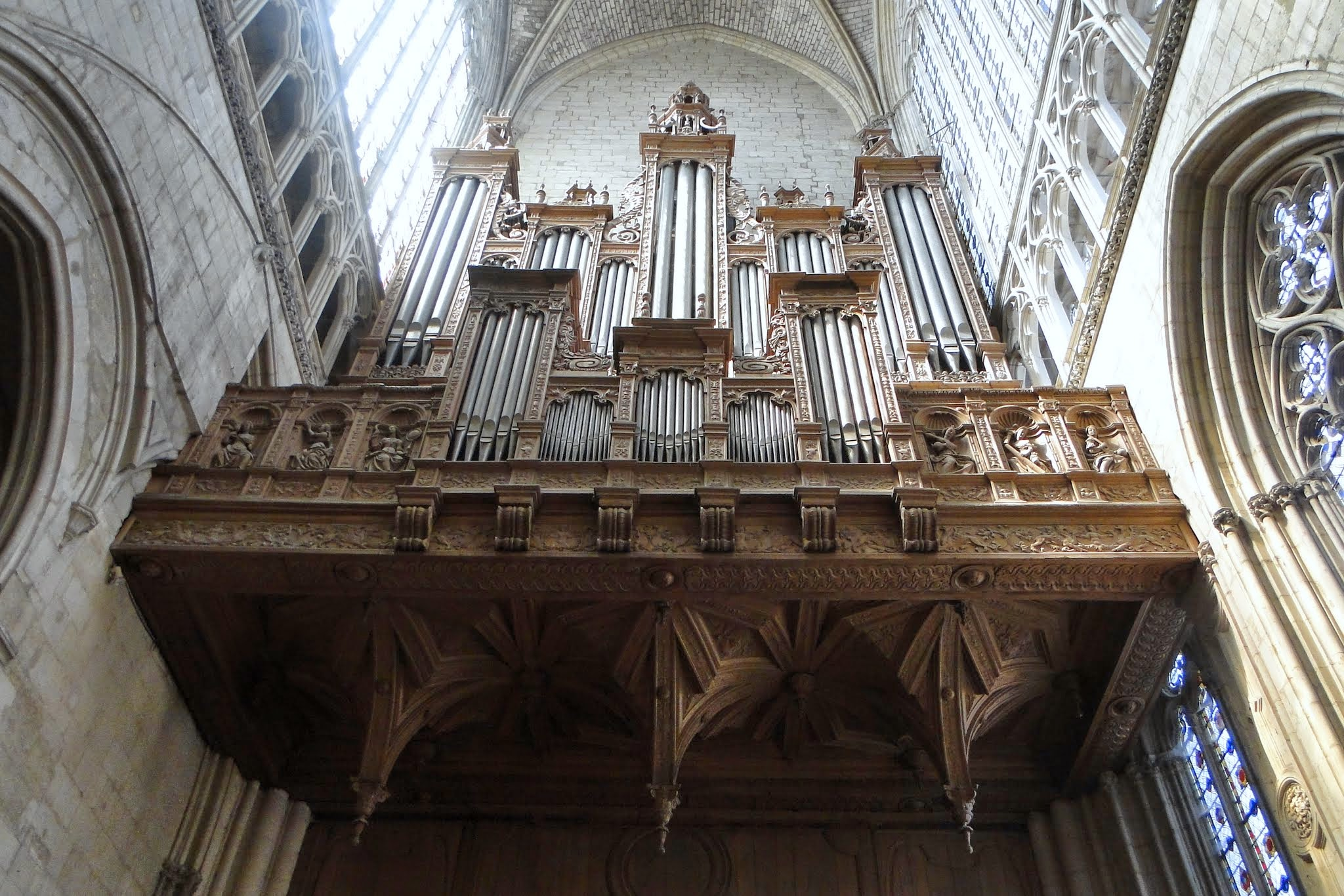
Orgel in der Kathedrale

Da die Stadt im Zweiten Weltkrieg weitgehend unzerstört blieb, hat sich auch die historische Altstadt erhalten. Am bedeutendsten sind die gallo-römische Stadtmauer, die gegen Ende des 3. Jahrhunderts gebaut wurde und bemerkenswert gut erhalten ist, sowie die Kathedrale Saint-Julien im romanisch-gotischen Baustil, die Kirche Notre-Dame de la Couture aus dem 13. und 14. Jahrhundert, das Musée de Tessé, das Maison d’Adam et Ève, das Hôtel de Clairaulnay und das Hôtel de Vaux. Reste der 572 erbauten und in der Revolution zerstörten königlichen Benediktinerabtei St-Vincent werden vom Lycée Bellevue eingenommen. 
In unmittelbarer Nähe befindet sich die Strecke des 24-Stunden-Rennens von Le Mans. In ihrem Innenbereich liegt seit 1991 das Automobilmuseum des Départements Sarthe. Unter den mehr als 100 ausgestellten Fahrzeugen sind Siegerfahrzeuge des Rennens zu besichtigen, darunter ein Bentley (Sieger 1924) und ein Ferrari (Sieger 1949). In der Fußgängerzone von Le Mans haben erfolgreiche Fahrzeugpiloten ihre Hand- bzw. Fußabdrücke auf Messingplatten im Straßenbelag bzw. an einem Brunnen hinterlassen.

## Sport

### Motorsport
Weltberühmt wurde Le Mans durch seine Motorsportveranstaltungen, insbesondere durch die 24-Stunden-Rennen von Le Mans mit dem weltweit schwersten Unfall von 1955. Das Vorbild vieler Langstreckenrennen wird seit 1923 alljährlich Mitte Juni auf der 13,5 km langen Strecke Circuit des 24 Heures teilweise auf öffentlichen Landstraßen im Süden von Le Mans ausgetragen. Bereits 1906 fand in Le Mans unter Beteiligung von 32 Automobilen das erste Grand-Prix-Rennen der Welt statt.
Ferner gibt es das 24-Stunden-Rennen für Motorräder sowie diverse weitere Motorsportveranstaltungen, unter anderem den Grand Prix von Frankreich der Motorrad-Weltmeisterschaft, die auf der kürzeren Variante der Rennstrecke, dem Circuit Bugatti stattfinden.

### Fußball
Der Fußballclub Le Mans Union Club (M.U.C.) 72 spielte seit einigen Jahren in der zweiten Liga Frankreichs, bis er im Oktober 2013 auf Grund einer Insolvenz aufgelöst wurde.

### Basketball
Die Basketballmannschaft Le Mans Sarthe Basket wurde vier Mal französischer Meister, zuletzt im Jahr 2006.

### Handball
Der Verein MSH 72 (Le Mans Sarthe Handball 72) gilt als Hauptverein der Stadt und der Sarthe für die Männer.
Der 1957 gegründete Verein CSC Le Mans Handball bzw. Club Sportif des Cheminots du Mans „Sportverein der Eisenbahner in Le Mans“ hat im Augenblick 13 aktive Mannschaften, sowohl im Jugend- als auch im Seniorenbereich.

## Sonstiges
In der Nähe von Le Mans bei Mayet befindet sich ein 342 Meter hoher Sendemast für UKW und Fernsehen. Er ist eines der höchsten Bauwerke in Frankreich und überragt sogar den Eiffelturm.
Am ersten Freitag im September findet in Le Mans die Zwiebelmesse (Foire aux Oignons) statt.

## Persönlichkeiten

### Söhne und Töchter der Stadt
- Odo von Cluny (878–942), zweiter Abt der Benediktinerabtei Cluny
- Heinrich II. (1133–1189), englischer König
- Nicolas Denisot (1515–1559), Schriftsteller und Maler
- Jacques Peletier (1517–1582), Literat, Humanist, Jurist, Mediziner und Mathematiker
- Jacques Tahureau (1527–1555), Dichter
- François Grudé de La Croix du Maine (1552–1592), Bibliograf und Lexikograf
- Paul Scarron (1610–1660), Schriftsteller
- Jacques Pousset de Montauban (1610–1685), Jurist, Parlamentsadvokat und Schriftsteller.
- Raphaël du Mans (1613–1696), Orientalist
- Bernard Lamy (1640–1715), Philosoph und Mathematiker
- Noël Aubert de Versé (1645–1714), Theologe
- Mademoiselle Préville (1731–1794), Schauspielerin
- Mathieu-Jean-Baptiste Nioche de Tournay (1767–1844), Textdichter und Dramatiker
- Michel Louis Arsène Lalande (1785–1852), General
- Julien Pierre Anne Lalande (1787–1844), Admiral
- Alexis-Armand Charost (1860–1930), Erzbischof von Rennes
- Joseph Caillaux (1863–1944), Premierminister Frankreichs von 1911 bis 1912
- Charles Fouqueray (1869–1956), Maler
- Auguste Diès (1875–1958), Gräzist, Philosophiehistoriker und katholischer Priester
- Maurice Fournier (1880–1911), Motorrad- und Automobilrennfahrer
- Roger de La Fresnaye (1885–1925), Maler des Kubismus
- Jean Belland (1895–1965), Cellist und Musikpädagoge
- Marcel-Marie Dubois (1896–1967), römisch-katholischer Geistlicher, Bischof von Rodez und Erzbischof von Besançon
- Achille Souchard (1900–1976), Radrennfahrer
- Charles Drouin (1890–1974), Automobilrennfahrer
- Georges Delaroche (1902–1968), Automobilrennfahrer
- Jean Françaix (1912–1997), Komponist und Pianist
- Jean Lucas (1917–2003), Automobilrennfahrer
- Gaston Bogaert (1918–2008), Architekt, Werbegrafiker und Maler
- Georges Pierret (1930–2010), Politiker
- Alain Savouret (* 1942), Pianist, Dirigent und Komponist
- Anne-Charlotte Verney (* 1943), Automobilrennfahrerin
- François Migault (1944–2012), Automobilrennfahrer
- Claire Gibault (* 1945), Dirigentin und Politikerin
- Jean Rondeau (1946–1985), Automobilrennfahrer und Konstrukteur
- Yves Courage (* 1948), Automobilrennfahrer und Rennstallbesitzer
- Dominique Rouits (* 1949), Dirigent und Musikpädagoge
- Gérard Tremblay (* 1950), Automobilrennfahrer
- Michel Krine (* 1953),  Unternehmer und Automobilrennfahrer
- François Fillon (* 1954), Premierminister Frankreichs von 2007 bis 2012
- Stéphane Le Foll (* 1960), Politiker
- Annette Dutertre (* 1961), Filmeditorin
- Antoine de Romanet de Beaune (* 1962), römisch-katholischer Geistlicher, Militärbischof Frankreichs
- Lionel Robert (* 1962), Automobilrennfahrer
- Sylvie Tolmont (* 1962), Politikerin
- David Guion (* 1967), Fußballspieler und -trainer
- Laurent Brochard (* 1968), Radrennfahrer
- Dominique Fillon (* 1968), Jazzmusiker
- Youri Gilg (* 1970), Freestyle-Skier
- Thomas Serrier (* 1971), Historiker
- Doan Bui (* 1976), Autorin und Journalistin
- Vincent Capillaire (* 1976), Automobilrennfahrer
- Marylise Léon (* 1976), Gewerkschafterin
- Sébastien Bourdais (* 1979), Automobilrennfahrer
- Jimmy Engoulvent (* 1979), Radrennfahrer
- Maryan Hary (* 1980), Radrennfahrer
- Bastien Brière (* 1983), Mediziner und Automobilrennfahrer
- Thomas Dagoneau (* 1984), Automobilrennfahrer
- Arnold Robin (* 1984), Automobilrennfahrer
- Benjamin Sauzereau (* 1984), Jazzmusiker
- Jo-Wilfried Tsonga (* 1985), Tennisspieler
- Julien Loutelier (* 1987), Jazz- und Improvisationsmusiker
- Benoît Jarrier (* 1989), Radsportler
- Simon Falette (* 1992), Fußballspieler
- Manon Houette (* 1992), Handballspielerin
- Cyrielle Peltier (* 1992), Squashspielerin
- Denis Bouanga (* 1994), gabunischer Fußballspieler
- Alexis Blin (* 1996), Fußballspieler
- Gaëtan Poussin (* 1999), Fußballspieler
- Maxime Robin (* 1999), Automobilrennfahrer
- Bridge Ndilu (* 2000), Fußballspieler

### Personen, die in Le Mans gewirkt haben
- Basile Moreau (1799–1873), Ordensgründer; Seliger
- Berengaria von Navarra (1165/70–1230), Ehefrau des englischen Königs Richard Löwenherz, Gründerin der vor den Toren der Stadt gelegenen Zisterzienserabtei L’Épau